# Ojo de Agua, Poncitlán
Ojo de Agua är en ort i Mexiko.   Den ligger i kommunen Poncitlán och delstaten Jalisco, i den centrala delen av landet, 400 km väster om huvudstaden Mexico City. Ojo de Agua ligger 1 542 meter över havet och antalet invånare är 254.
Terrängen runt Ojo de Agua är kuperad norrut, men söderut är den platt.  Trakten runt Ojo de Agua är nära nog obefolkad, med mindre än två invånare per kvadratkilometer. Närmaste större samhälle är Atotonilquillo, 9,7 km nordväst om Ojo de Agua. 